# Георгиос Авероф (крейсер)
Броненосный крейсер «Георгиос Авероф» (греч. ΠΝ Γεώργιος Αβέρωφ) — наиболее заслуженный корабль греческого флота, в настоящее время корабль-музей на вечной стоянке в Палеон-Фалироне в Южных Афинах.

## Постройка

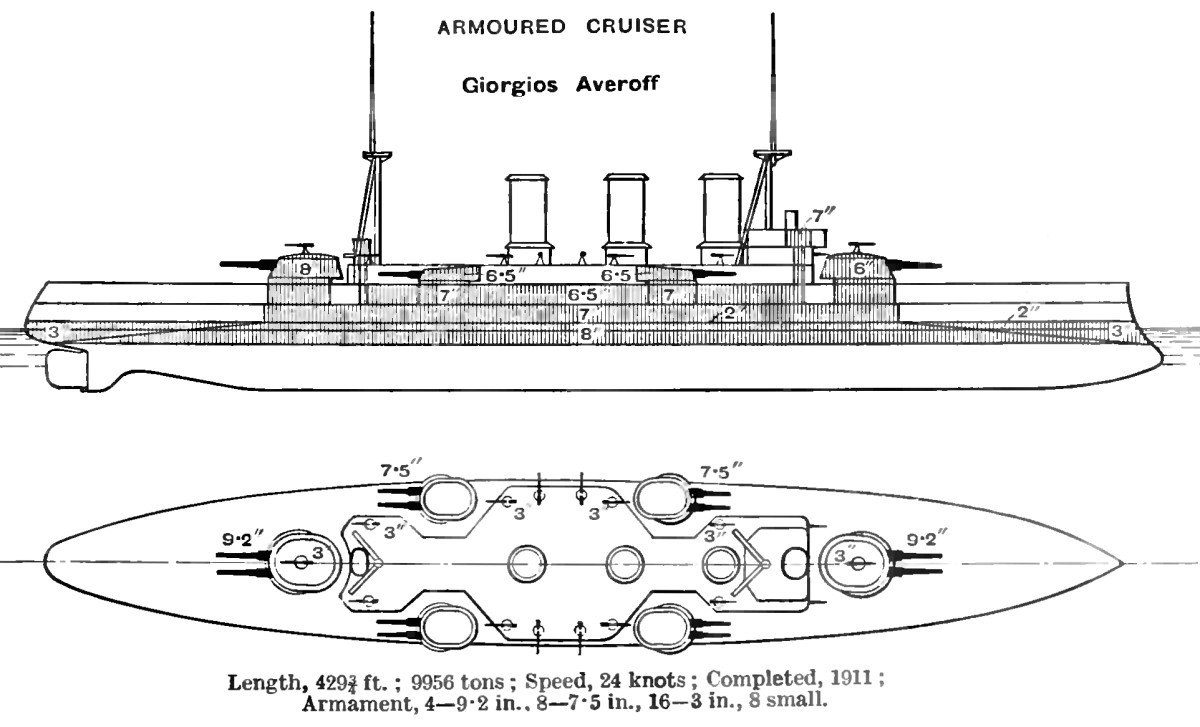
Схема крейсера

Броненосный крейсер был заложен на верфи «Орландо» в Ливорно 1907 году как третий корабль типа «Амальфи» — «Генуя». Однако итальянское правительство из-за бюджетного кризиса отказалось от покупки третьего корабля и он был продан Греции за 25 миллионов драхм (ок. 300000 фунтов стерлингов). Треть суммы было необходимо внести в качестве предоплаты, а так как денег на это в греческой казне не было предусмотрено, её заплатили представители одного из самых богатых греческих семейств — Авероф. В знак признательности, корабль был назван в честь основателя семейства — известного мецената и миллионера Георгиоса Аверофа. Крейсер был спущен на воду 12 марта 1910 года, вошёл в строй 16 мая 1911 года.

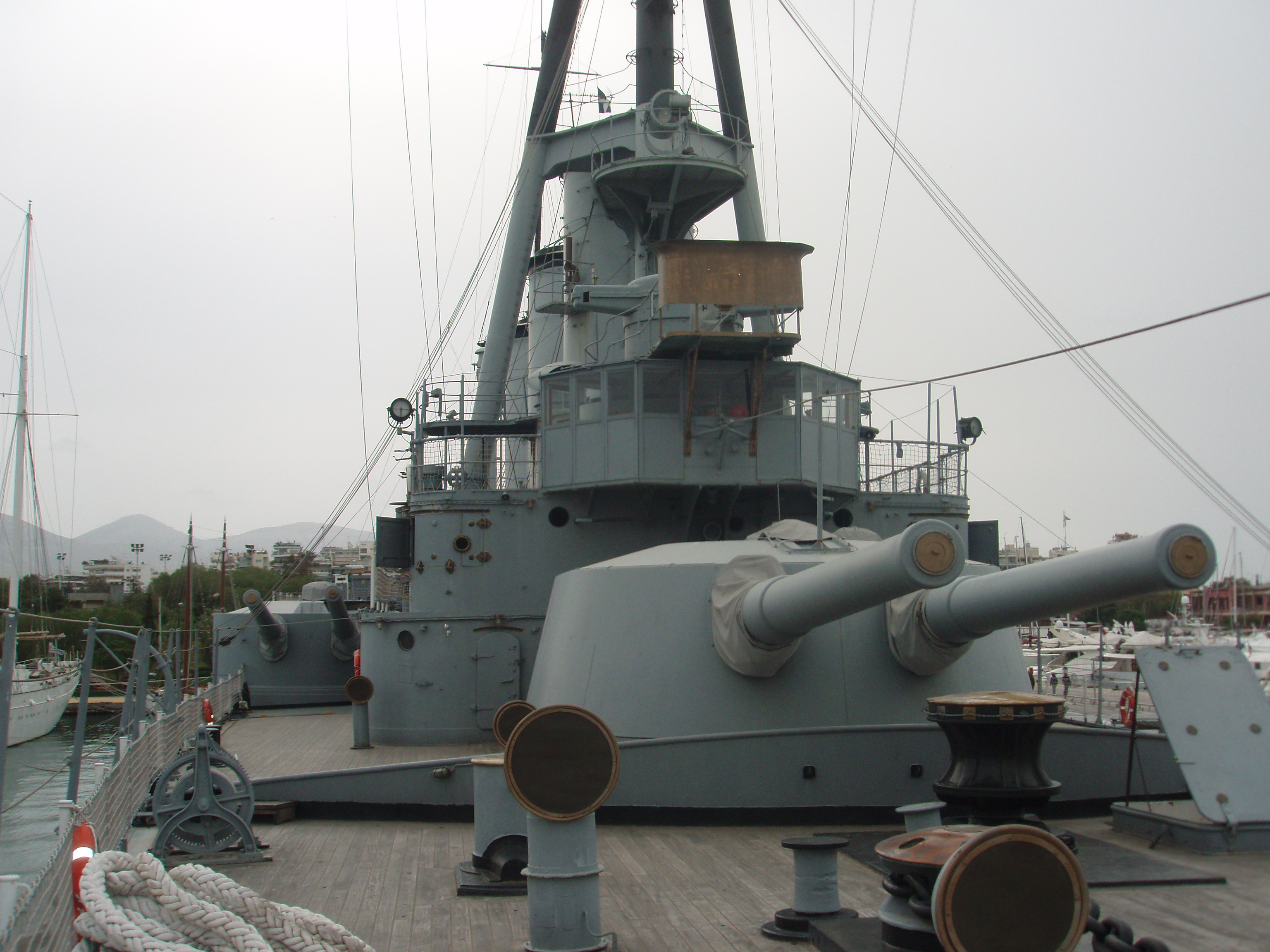
Башня главного калибра крейсера «Авероф»

По сравнению с итальянскими кораблями этого типа «Авероф» имел иные орудия главного калибра. Вместо 254-мм итальянских орудий на нём были установлены более надежные 234-мм английские пушки «Армстронг Уитворт», которые устанавливались на некоторых типах британских броненосцев и броненосных крейсеров (например тип «Кресси», тип «Дрейк» и тип «Кинг Эдуард VII»). Орудия среднего калибра (190-мм) располагались в четырёх двухорудийных башнях (по две у каждого борта). Крейсер был хорошо бронированным и вооруженным кораблем, обладавшим к тому же большой скоростью хода, а это делало его опасным противником для главного потенциального противника греков — турецкого флота, что хорошо продемонстрировали события Первой Балканской войны.

## Служба

### Начало службы
После вступления в строй, крейсер «Георгиос Авероф» под командованием Иоанниса Дамианоса отправился в Англию для участия в торжествах в Спитхеде в честь коронации короля Георга V. На подходе к порту, крейсер 19 июня 1911 г. сел на мель, получив небольшие повреждения. В ходе стоянки в Англии на корабле вспыхнул мятеж недовольных матросов, который удалось подавить лишь после назначения командиром корабля капитана 1-го ранга Павлоса Кунтуриотиса, будущего адмирала и президента Греции. После проведения коронационных торжеств, «Авероф» в сентябре 1911 года впервые прибыл в Грецию.

### Первая Балканская война
Крейсер принял активное участие в 1-й балканской войне (1912), являясь флагманским кораблем греческого флота под командованием, получившего звание контр-адмирала, Кунтуриотиса. Задачей греческого флота была морская блокада Турции, которая не давала туркам перебрасывать войска к театрам военных действий и защищала греческое судоходство в Эгейском море.

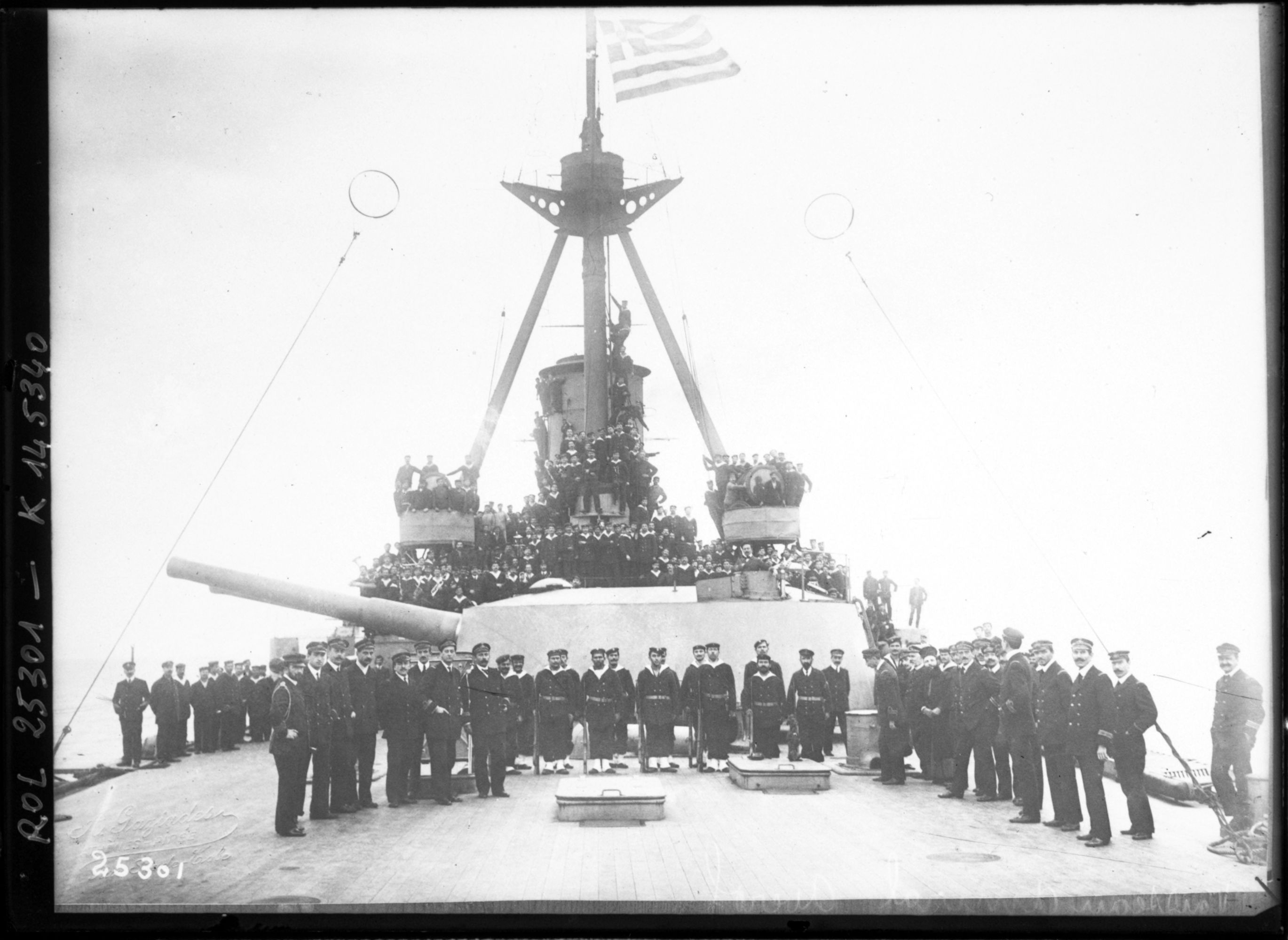
Экипаж крейсера «Аверов» на палубе у башни главного калибра. 1912 год.

На первом этапе сравнительно сильный турецкий флот действовал в основном в Чёрном море против болгарского побережья, не решаясь рисковать в морском бою. Пользуясь отсутствием турок греческий флот занял десантами ряд островов в Эгейском море: Лемнос, Тенедос, Тасос, Имброс, Самотраки, Лесбос и Хиос. Крейсер осуществлял прикрытие десантных операций.
2 (15) декабря 1912 года Болгария и Сербия подписали перемирие, что позволило Османской империи сосредоточить свои силы на борьбе с Грецией. 3 (16) декабря турецкий флот (2 броненосца, 2 броненосых крейсера) попытались снять блокаду Дарданелл, навязав бой греческому флоту (броненосный крейсер, 3 броненосца береговой обороны и 4 эсминца), вошедший в историю как сражение у мыса Элли. Крейсер «Георгиос Авероф», будучи сильнейшим кораблем эскадры сыграл важную роль в бою. В ходе него, кораблю удалось обойти турецкую эскадру со стороны берега, поставив противника под перекрестный огонь. основным противником крейсера стал флагманский броненосец турецкого командующего Рамзи-бея — броненосец «Хайреддин Барбаросса» (бывший германский броненосец типа «Бранденбург»).

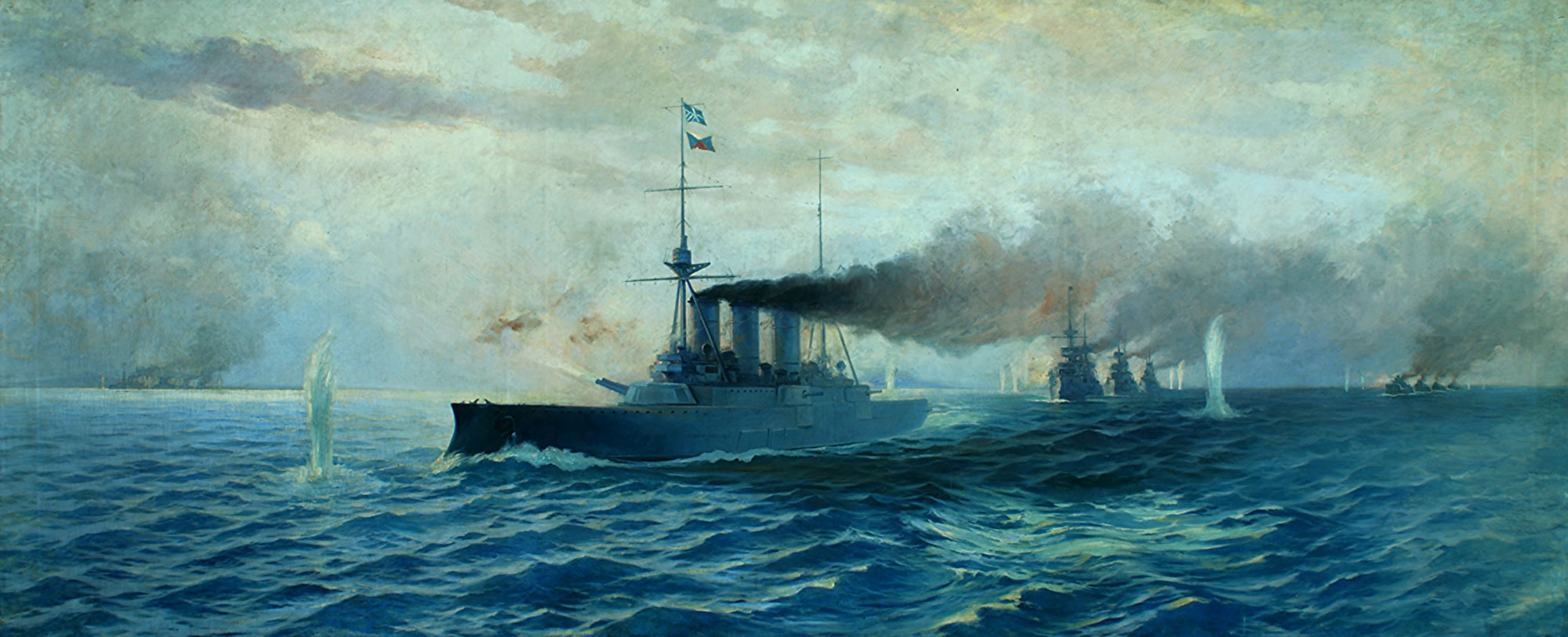
Крейсер «Авероф» в бою у мыса Элли

Точная стрельба артиллеристов с «Аверофа» позволила нанести турецкому кораблю серьёзные повреждения. Была выведена из строя одна из башен главного калибра, разрушен носовой артиллерийский пост, разбит мостик и повреждено осколками несколько котлов. Броненосец получил большую пробоину в борту. Греческий крейсер, в свою очередь, получил пробоину от крупнокалиберного снаряда у ватерлинии, попадания в переднюю дымовую трубу и в район спардека. В конце боя греческий корабль даже сумел атаковать противника торпедой, но безуспешно. В итоге, получив повреждения ещё двух кораблей, турецкая эскадра была вынуждена укрыться в Дарданеллах.
Турецкий флот не был разгромлен и через месяц — 5 (18) января 1913 года предпринял новую попытку снять блокаду. На этот раз к операции были привлечены большие силы — помимо 4 броненосных кораблей, к операции были привлечены 2 легких крейсера, 8 эсминцев и 5 миноносцев. По плану турецкого командования легкий крейсер «Хамидие» должен был отвлечь на себя крейсер «Авероф», в то время как оставшаяся турецкая эскадра получила бы возможность атаковать слабые греческие броненосцы береговой обороны.
Однако план не сработал, так как греческий адмирал не стал посылать за турецким рейдером свой самый сильный корабль, что привело к бою главных сил у острова Лемнос. И в этот раз адмирал Кунтуриотис следовал той же тактике, что и в предыдущем бою. Пользуясь преимуществом в скорости он обошел турецкую эскадру и сблизился с ними на расстояние 4,5 км. Точная стрельба греческих артиллеристов нанесла повреждения обоим большим турецким броненосцам. На «Хайреддин Барбаросса» была взорвана центральная башня главного калибра и ещё одна выведена из строя. Большие повреждения получили все надстройки корабля. На однотипном «Торгут Рейс» также была повреждена одна из башен. На обоих кораблях начались пожары.
Так как все броненосные турецкие корабли получили повреждения, они начали отступать к Дарданеллам, преследуемые «Аверофом». У самого пролива греческий крейсер в перестрелке повредил броненосный крейсер «Ассари Тевфлик». В ходе боя «Георгиос Авероф» получил 10 попаданий с турецких кораблей, не причинивших серьёзных повреждений и потерь. Бой завершился полным успехом греческого флота и доказал превосходство современных броненосных крейсеров над устаревшими типами додредноутных броненосцев. Итогом Первой Балканской войны стало присоединение к Греции Эпира, Крита, Македонии, Фракии и островов Эгейского моря.

### Первая мировая и греко-турецкая войны

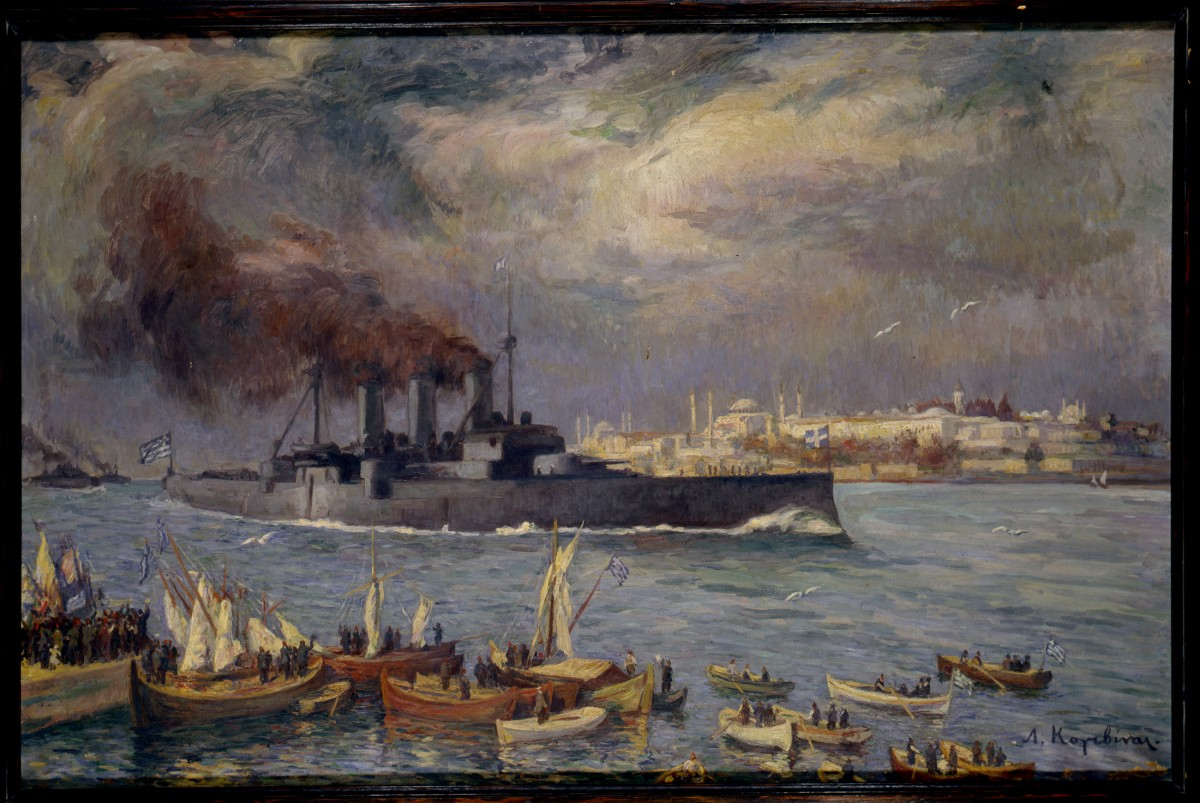
Крейсер «Авероф» в Босфоре. 1919 год.

Несмотря на то, что Греция вступила в Первую мировую войну лишь в 1917 году, её территория использовалась союзниками уже с 1915 года. Так как командования Антанты не было уверено в лояльности греческой армии и флота оно предпочло нейтрализовать возможную угрозу со стороны греческого флота. В 1916 году крейсер «Авероф» был фактически захвачен французами. С официальным вступлением в войну Греции, крейсер, в составе союзной эскадры, действовал в Средиземном море против австро-венгерского и турецкого флотов. После капитуляции Османской империи, крейсер «Авероф» торжественно бросил якорь в Константинополе.
После окончания Первой мировой войны почти сразу вспыхнула греко-турецкая война 1919-22 годов в ходе которой греки, пользуясь слабостью турецкого государства попытались закрепить за собою часть Малой Азии и европейские провинции бывшей Османской империи вместе с Константинополем (Стамбулом). Так как турецкий флот был нейтрализован, греческие корабли занимались в основном обстрелом побережья (в том числе черноморского) и транспортным обеспечением сухопутных войск. С 1921 года война стала развиваться не в пользу греков, которым в итоге пришлось оставить все свои завоевания. Крейсер «Авероф» принимал участие в эвакуации войск и мирного населения из Малой Азии.

### Служба в межвоенный период. Мятеж 1935 года
После войны крейсер «Георгиос Авероф» продолжал оставаться флагманским кораблём греческого военно-морского флота. В 1925-27 годах он прошёл модернизацию во Франции. На корабле была установлена зенитная артиллерия, заменена фок-мачта и система управления артиллерийским огнём. Были демонтированы торпедные аппараты. 
В марте 1935 году экипаж корабля принял участие в мятеже против правительства Панагиса Цалдариса. Матросам крейсера удалось захватить арсенал в Пирее, но, не поддержанные сухопутными войсками, они вернулись на корабль. Во время боя с береговыми батареями и сохранившими верность властям кораблями флота, «Аверофу» вместе с примкнувшими к нему легким крейсером «Элли», удалось повредить порт и несколько эсминцев.
Вырвавшись из Пирея, «Георгиос Авероф» во главе мятежной эскадры (2 крейсера, 2 эсминца, миноносец и 2 подводные лодки), направился к Криту. К этому времени, не добившись результатов в ходе переговоров, греческое правительство объявило корабли мятежников пиратами. По пути на Крит Авероф сбил огнём зенитной артиллерии два правительственных гидросамолёта. 3 марта 1935 года при поддержке мятежных кораблей был захвачен Крит, затем острова Хиос, Самос и Лесбос. Зенитчики крейсера сбили ещё два греческих гидросамолёта, атаковавшие Крит. Но уже к середине 1935 года стало ясно, что мятеж будет подавлен. «Авероф» с лидерами мятежа на борту, отправился на Додеканесские острова, принадлежавшие Италии. Высадив их, крейсер 13 марта вернулся в Пирей и сдался властям. Вскоре в Греции была восстановлена монархия.

### Вторая мировая война и окончание службы

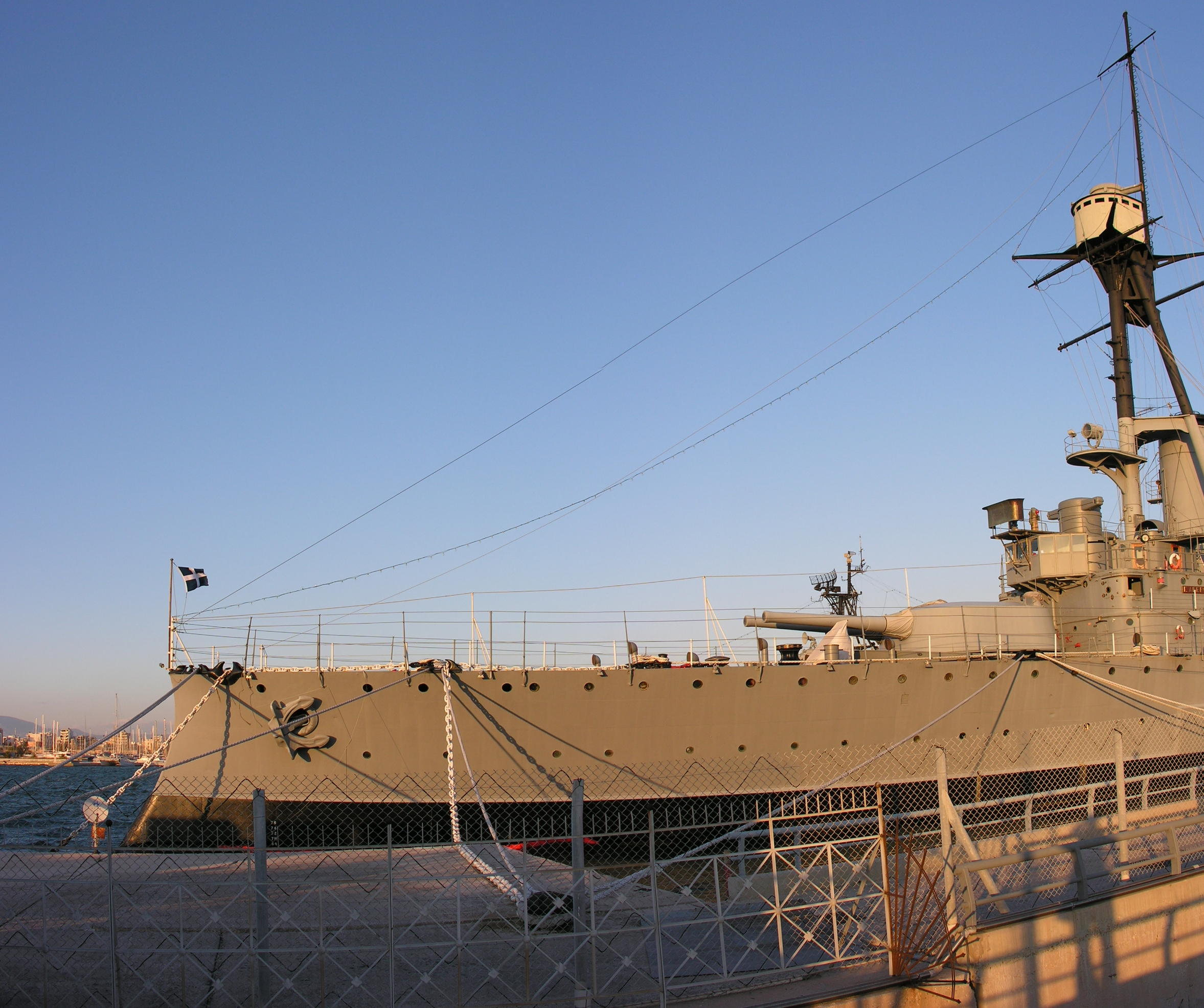
Броненосный крейсер «Авероф»

В апреле 1941 года немецкие войска вторглись в Грецию. Быстрый захват страны вынудил остатки флота перебазироваться на Крит, а оттуда в Александрию. При этом экипаж корабля проигнорировал приказ командования, требовавший затопить корабль. «Авероф» удачно избежал атак немецкой авиации. В августе 1941 года, поступивший под командование англичан, крейсер был направлен в Индийский океан, где до конца 1942 года нёс конвойную службу, базируясь в Бомбее. В 1943 году корабль вернулся в Египет, базируясь на Порт-Саид. После освобождения партизанами Афин, 17 октября 1944 года он доставил на родину из изгнания греческое правительство. Командовал кораблём сын прославленного адмирала — Теодорос Кундуриотис.
До 1952 года крейсер использовали как штабной корабль, затем вывели в резерв и отбуксировали на стоянку в Поросскую бухту, в 32 милях от Пирея. В 1984 году командование ВМФ Греции приняло решение превратить исторический корабль в музей.

## Современный статус
Крейсер стоит на вечной стоянке в пригороде Афин — Палеон-Фалироне, рядом с другими знаменитыми греческими кораблями-музеями — репликой греческой триремы «Олимпия» и эсминцем «Велос». Корабль входит в состав ВМФ и прочие корабли ВМФ Греции обязаны отдавать честь при проходе гавани Фалирон.